# Martín Ramón Landín Hachmann
Martín Ramón Landín Hachmann (Buenos Aires; 12 de febrero de 1955-7 de febrero de 1977; Buenos Aires) fue un militante del Partido Peronista, víctima de la última dictadura cívico militar de Argentina

## Breve reseña
Martín Ramón Landín Hachmann era hijo de Edmundo Ramón Landín y Maria Elisa Hachmann, propietarios de un comercio en la localidad de San Martín, Provincia de Buenos Aires. Tenía tres hermanos: el mayor era oficial de la Policía Federal, Sandra era maestra y Horacio Ramón, que también fue desaparecido. Su abuelo había nacido en Hamburgo, Alemania.
Militaba en el Peronismo de Base, trabajaba en tareas sociales en una villa junto a un grupo de religiosos catalanes tercermundistas de la parroquia de la zona. Participaba de las actividades de una unidad básica en la Villa de Tropezón, San Martín, provincia de Buenos Aires. Patricia Alsina relata episodios de su amistad con Martín y de sus actividades en la villa.

## Secuestro desaparición
Sus padres habían sido secuestrados, llevados a la ESMA y torturados, para que brindaran información sobre su propio hijo. A los pocos días fueron liberados. Fue detenido ilegalmente el 22 de enero de 1977 y asesinado el 7 de febrero del mismo año. Al momento de su muerte tenía 21 años de edad.
No hay testimonios del paso de Martín por algún centro clandestino de detención. Su hermano Horacio Ramón Landín era sindicalista. Fue secuestrado desaparecido el 9 de septiembre de 1977.